# حالة انتقالية
الحالة الانتقالية في تفاعل كيميائي هو تشكيل خاص على طول إحداثيات التفاعل، والذي يترافق بأن لديه أعلى طاقة كامنة، بالتالي يكون ذا نشاط كيميائي كبير، الأمر الذي يؤدي إلى انخراطه في تفاعل غير عكوس، حيث يؤدي الاصطدام بين جزيئات المتفاعلات إلى الحصول على المنتجات.
يرمز للحالة الانتقالية في التفاعلات الكيميائية بالرمز ‡ كما في المثال:
تعتمد النواتج على عوامل مثل طاقة الحركة النسبية، توجهات الجزيئات، والطاقة الداخلية للجزيئات. وحتى لو أن هذا التصادم للمتفاعلات أدى لتكون معقد منشط لا تتحد هذه المتفاعلات لتكوين النواتج، وبدلا من ذلك يتفكك المعقد إلى المتفاعلات مرة أخرى.

## تاريخ الحالة الانتقالية
مصطلح الحالة الانتقالية هام للغاية في عديد من نظريات المعدلات التي يحدث بها تفاعل كيميائي. وتبدأ هذه النظريات بنظرية الحالة الانتقالية، والتي تم اقتراحها لأول مرة عام 1935 والتي كانت السبب لوجود المفاهيم الأساسية في الكيمياء الحركية ولا زالت تستخدم حتى الآن.

## المشاكل التي تلاحظ أثناء الحالة الانتقالية
حسب قواعد ميكيانيكا الكم، لا يمكن تحديد الحالة الانتقالية أو ملاحظتها. لأن نسبة التوزيع عند هذه النقطة يكون صفر. وعموما، فإن تقنيات المطياف الجيدة يمكن أن تقترب من الحالة الانتقالية قدر المستطاع. كما أن اختراع الفيمتو ثانية ومطياف أشعة تحت الأحمر (IR) كان من أجل الوصول للحالة الانتقالية، ويمكن تصور البناء الجزيئي عند نقطة في غاية القرب من الحالة الانتقالية. وذلك بالرغم من أنه خلال اتجاه التفاعل تكون الوسائط النشيطة موجودة ولا تكون أقل في الطاقة من الحالة الانتقالية مما يجعل من الصعب التفريق بينهما.

## فرض هاموند-ليفلر
فرض هاموند-ليفلر Hammond–Leffler postulate هو افتراض بأن الحالات التي تكون فيها الحالة الانتقالية قريبة من الوصول للنواتج أو للمتفاعلات الأولية، تعتمد على أيهما له إنتالبية أكبر.

## التطبيق على تحفيز الإنزيمات
أحد الطرق التي يتم بها حفز الإنزيمات هي تثبيت الحالة الانتقالية عن طريق التحليل الكهربي. وذلك يقلل طاقة الحالة الانتقالية، ويسمح بانتشار أكبر للمواد البادئة للتفاعل للحصول على الطاقة اللازمة للتغلب على الطاقة الانتقالية والوصول للنواتج.